# Pseudomeliola
Pseudomeliola — рід грибів порядку Hypocreales, який станом на 2010-ті роки не вдалося віднести до жодної родини. Назва вперше опублікована 1889 року в роботі італійсько-аргентинського міколога Карло Луїджі Спегацині.
До роду належать паразити-епіфіли, які мешкають на листі квіткових рослин. Строма поверхнева, опукла, темна, заякорена тяжами клітин, що проходять крізь епідерміс листка. Перитеції товстостінні, гладенькі, темні, без слизу, розташовані всередині строми. Аски тонкостінні, циліндричні чи булавоподібні, оточені парафізами. Спори видовжені, серпоподібні чи веретеноподібні, в 5-10 разів довші за ширину, 4-8 у кожному аску.
Переважно відомі з Південної та Центральної Америки.

## Класифікація
Згідно з базою MycoBank до роду Pseudomeliola відносять 14 офіційно визнаних видів:
- Pseudomeliola andina
- Pseudomeliola brasiliensis
- Pseudomeliola collapsa
- Pseudomeliola ecuadorensis
- Pseudomeliola gardeniae
- Pseudomeliola grammodes
- Pseudomeliola miconiae
- Pseudomeliola mirabilis
- Pseudomeliola perpusilla
- Pseudomeliola placida
- Pseudomeliola rolliniae
- Pseudomeliola seleriana
- Pseudomeliola styracum
- Pseudomeliola uleana